# Florentino Trapero

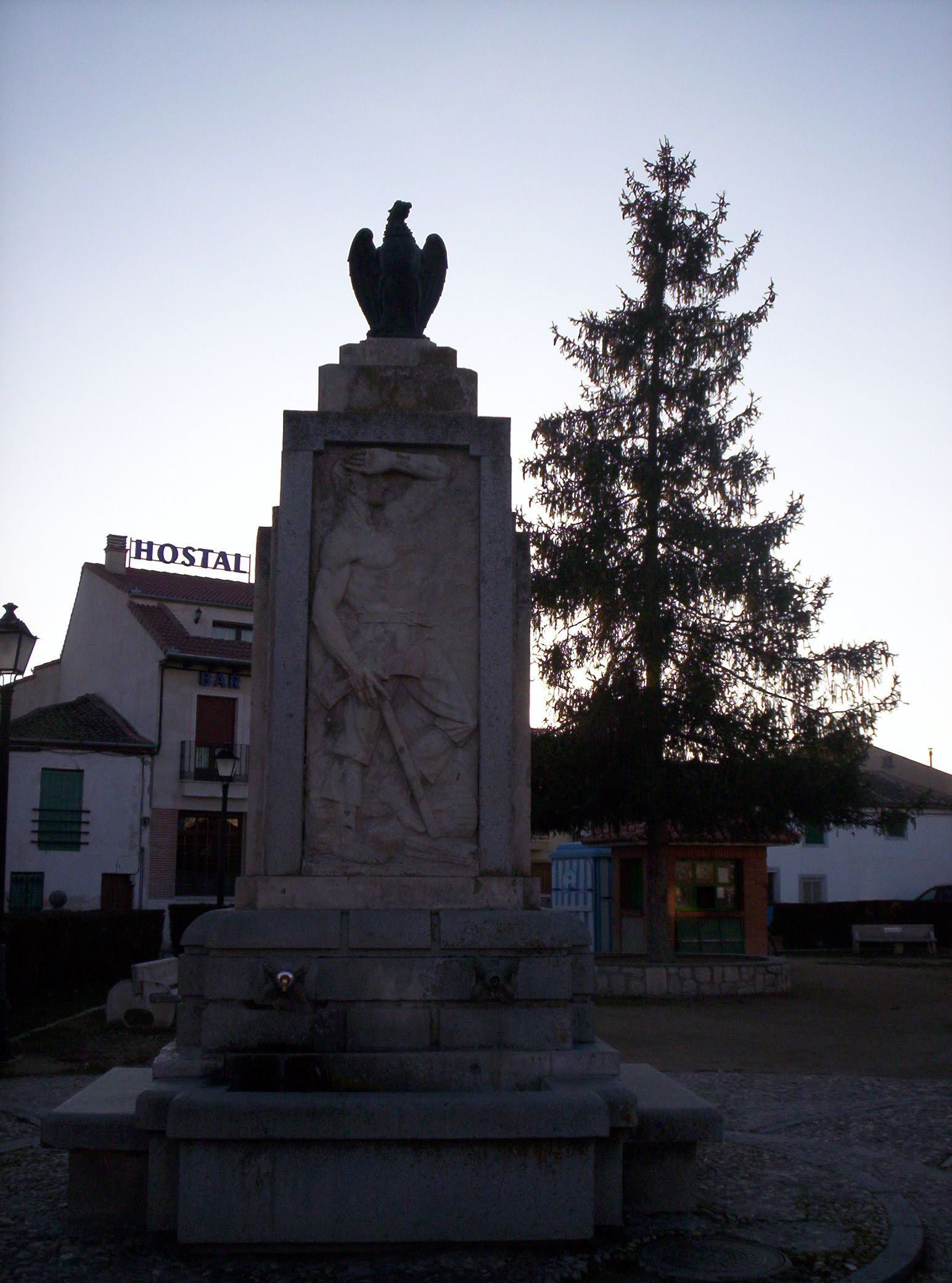
Fuente de la Plaza de Aguilafuente, con águila de bronce y relieves en piedra de resinero -en el frente- y segador -en el lado opuesto-. Las bocas de agua son piñas de bronce.

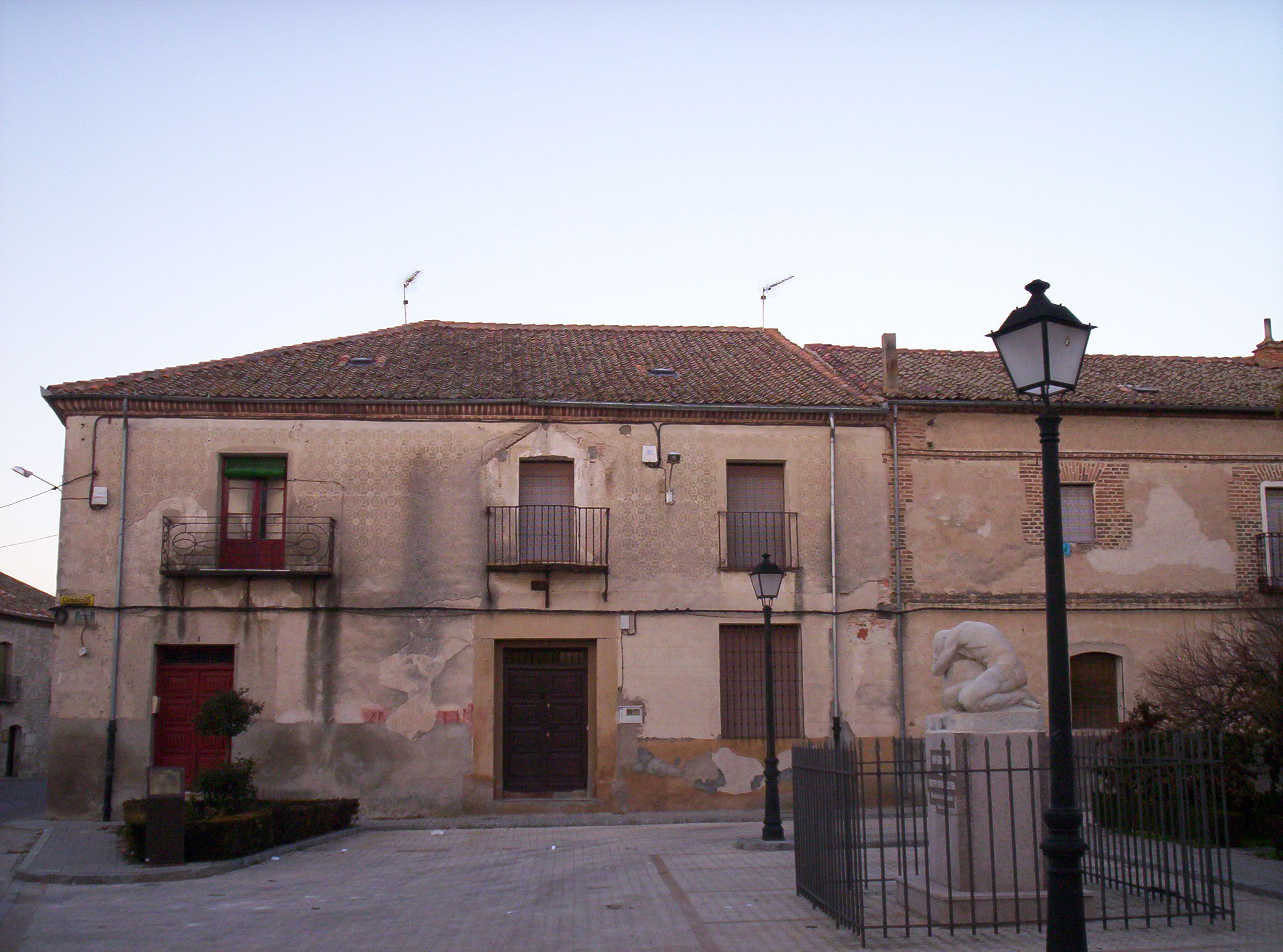
Adán Arrepentido, frente a las Casas del Obispo, Aguilafuente. Donación de su hijo Juan Jesús Trapero

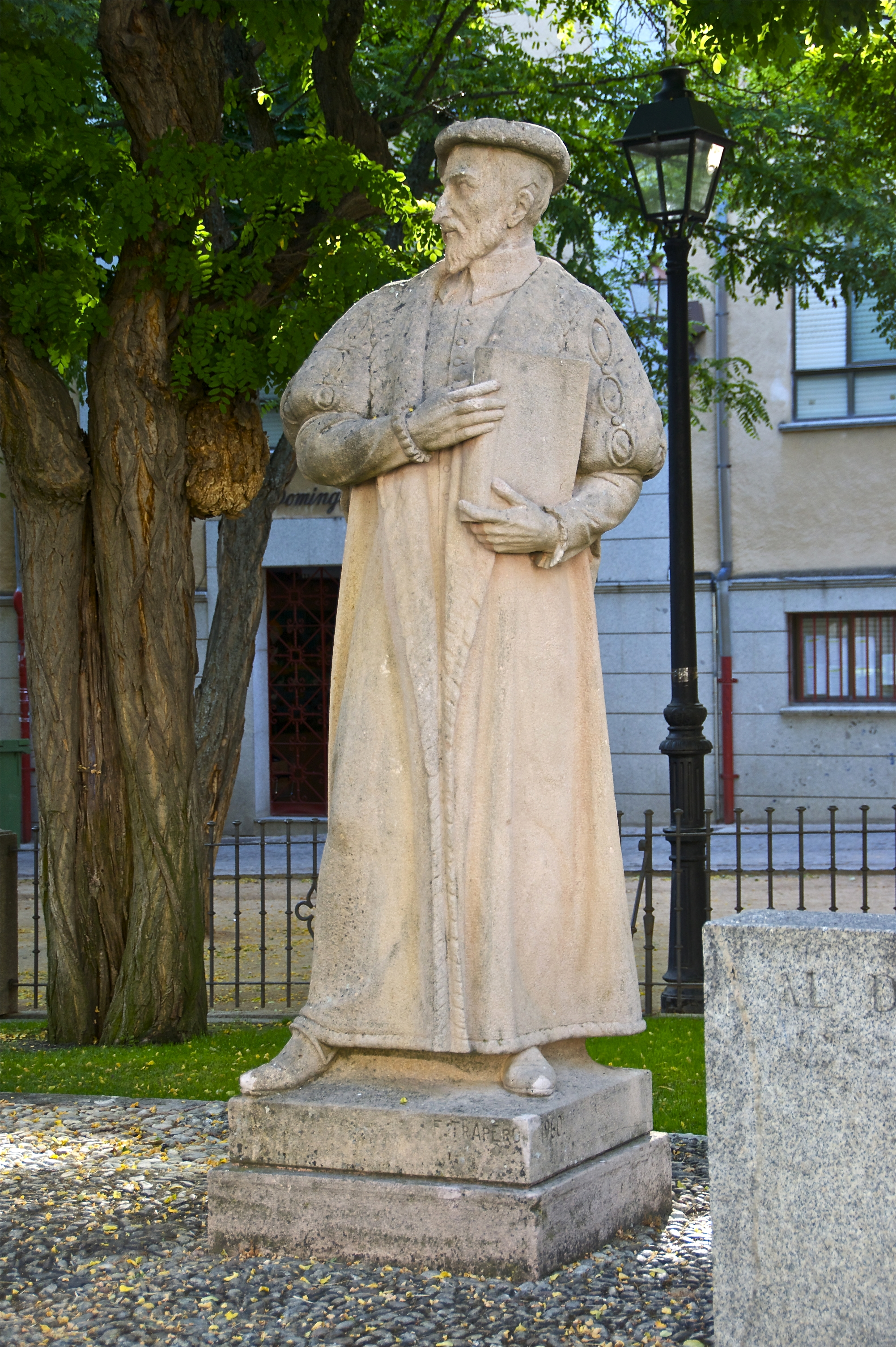
Estatua de Andrés Laguna en la plaza que lleva su nombre, Segovia.

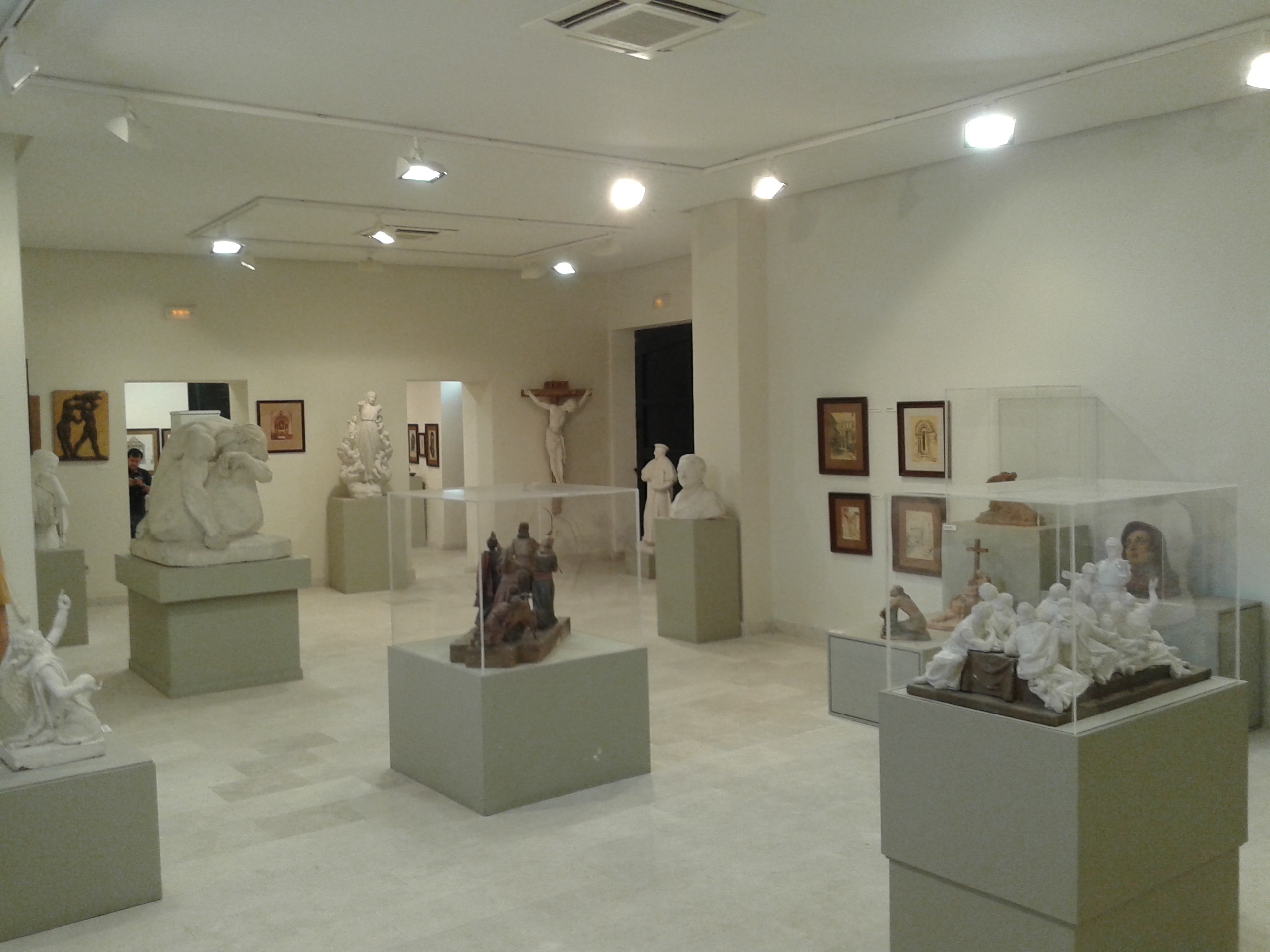
Museo Florentino Trapero en el Ayuntamiento de Aguilafuente.

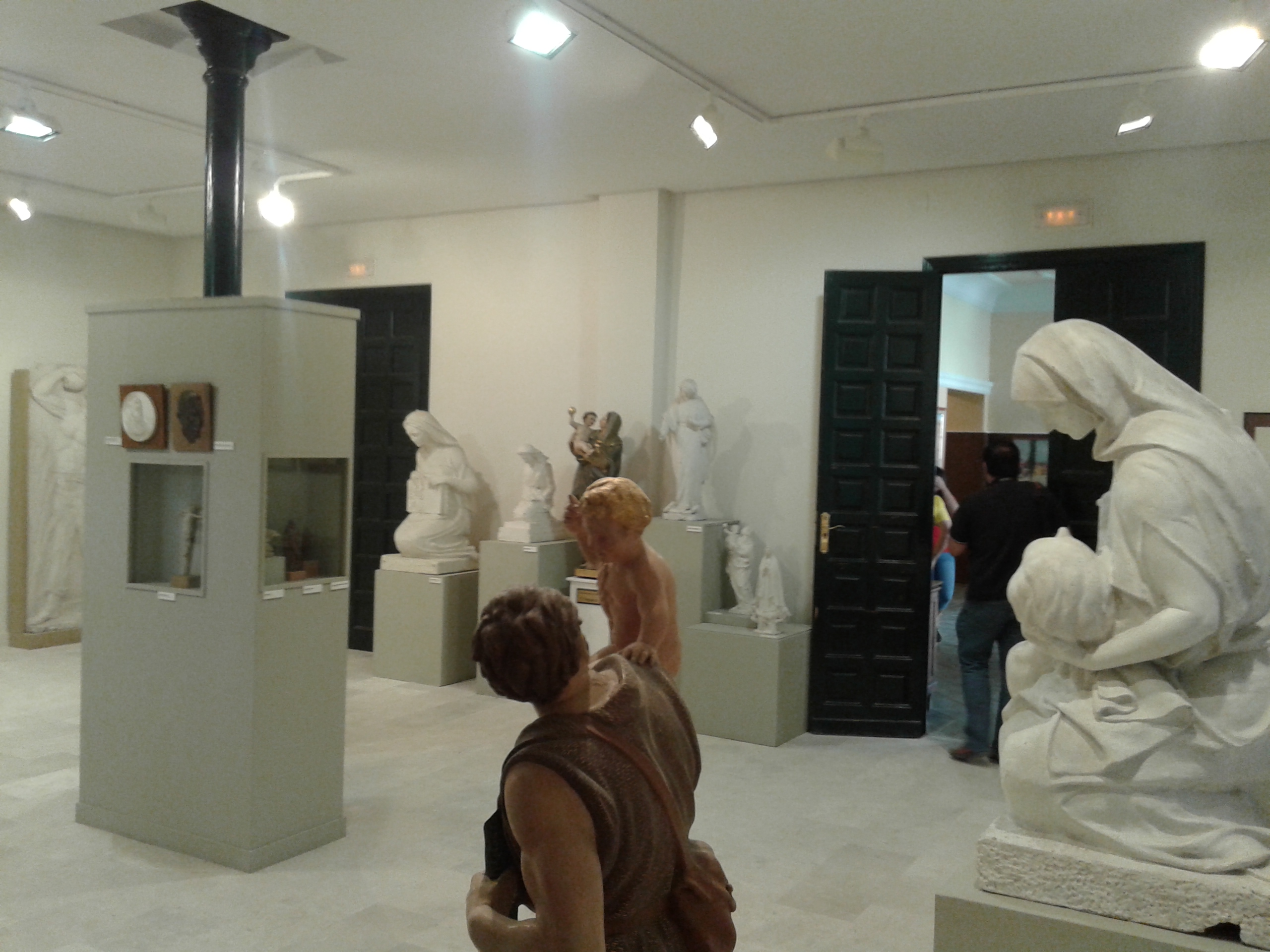
Ídem.

Florentino Trapero (Aguilafuente, Segovia, 16 de octubre de 1893 - Madrid, 4 de agosto de 1977). Escultor, restaurador e imaginero segoviano.

## Biografía
Nació en Aguilafuente, donde su padre era secretario del Ayuntamiento. Contrajo matrimonio el 27 de abril de 1922 con Mª Cristina Ballestero González, en la Iglesia del Buen Suceso de Madrid. El matrimonio tuvo cuatro hijos: Ángel (1925 · 2006), Florentino (1927 · 2000), María Cristina (1928 · 2015) y Juan Jesús (1933 · 1999). Juzgado en 1937, durante la guerra civil española, por las autoridades franquistas con el cargo de auxilio a la rebelión (a pesar de haberse mantenido fiel al gobierno legalmente constituido), fue condenado a una pena de veinte años, de los que cumplió más de cuatro.
Desde muy niño mostró su vocación artística. En 1908 comenzó en Madrid sus estudios en la Escuela Superior de Pintura, Escultura y Grabado. Concentrado en la producción artística y la docencia, trabaja, desde 1913, como profesor de Instituto en Jaca y Reinosa. Consigue en 1935, por oposición, la plaza de Catedrático de Instituto siendo destinado a Avilés y en 1961, fue nombrado Catedrático de Dibujo en Valdepeñas (Ciudad Real).
A lo largo de su vida creó unas 196 obras escultóricas, repartidas por toda España y en distintas catedrales.
Desde 1943 hasta 1949, inclusive, llevó a cabo, como escultor-jefe, la restauración de todas las esculturas dañadas por la guerra civil española en la catedral de Sigüenza (Guadalajara). Ejecutó, por concurso, en madera, el paso de la Semana Santa de Zamora, La Borriquita (1949-1950), para la Real Cofradía de Jesús en su entrada triunfal a Jerusalén. En 1951, realizó, por concurso, la imagen de San Cristóbal, que se venera en la parroquia de San Cristóbal y San Rafael, de Madrid así como la imagen de San José en la capilla de la derecha del crucero y la imagen de San Cristóbal, en piedra, de la puerta principal de dicha parroquia. Entre 1952 y 1956, ejecutó, en piedra, ocho estatuas de escritores –Cervantes, Lope de Vega, Calderón de la Barca, Quevedo, Tirso de Molina, Moratín, Espronceda y Zorrilla– para la fachada del Aula Magna de la Universidad Laboral de Gijón (Asturias). En 1955, diseñó y talló en madera todo el Altar Mayor de la iglesia parroquial de Galapagar (Madrid). En 1957, talló la imagen de Nuestra Señora de la Resurrección, que cierra los desfiles de Semana Santa en Zamora. En 1958, ejecutó, en madera vista, una Virgen de la Inmaculada Concepción para el colegio del Pilar, Madrid. Ese mismo año, diseñó, modeló y esculpió la fuente monumental, con relieves, de Aguilafuente (Segovia). En 1961, realizó una estatua del monumento al Doctor Andrés Laguna para la plaza del mismo nombre, en Segovia. Restauró, en 1963, el tímpano, gótico, existente en el lado del Evangelio de la Catedral de Santa María de Vitoria. Ese mismo año, realizó el panteón, en el que yacen su mujer y él, en granito pulimentado y con un grupo escultórico de la Piedad, en piedra, en el Cementerio de la Almudena de Madrid. Realizó las estatuas en piedra de los catorce apóstoles para el pórtico principal de la Catedral Nueva de Vitoria (1963 - 1969). Entre 1967 y 1969, modeló y talló, en mármol italiano, –por encargo de su hijo Juan Jesús– la estatua Adán Arrepentido, para su el jardín de su casa en Aravaca (Madrid). Por expreso deseo de Juan Jesús, sus herederos donaron esta estatua al Ayuntamiento de Aguilafuente a su muerte, y se exhibe ahora en la entrada principal del mismo.
En un museo dedicado a este artista, el ayuntamiento de Aguilafuente, su villa natal, se exhiben varias de sus obras, y también en espacios privilegiados de su casco urbano.
En 1922 fue galardonado con el premio 'Victorio Macho' en el Concurso Nacional de Esculturas Policromadas, por una cabeza de Beethoven, en mármol policromado, hoy propiedad del Círculo de Bellas Artes de Madrid. Recibió la Mención Honorífica en la Exposición Iberoamericana de Sevilla (1930) y el premio de la Exposición de Pintura y Escultura de Castilla y León en Santillana del Mar. También ganó concursos como el de modelos para la corona de la Virgen de la Fuencisla (patrona de la ciudad de Segovia) en 1916.